# Musée national d'Iran
Le musée national d'Iran ou musée archéologique d'Iran (en persan : موزه ایران باستان, Muze-ye Irân-e Bâstân) est un musée archéologique et historique situé à Téhéran. Il a été inauguré en 1937 et conserve des antiquités de la Perse antique comme objets de poteries, en métal, livres, pièces...
Le musée se compose de deux bâtiments. Le premier est consacré aux collections pré-islamiques, le deuxième regroupe tous les objets de l'ère islamique. Ces deux bâtiments ont été conçus en 1934 par André Godard et Maxime Siroux.
Le premier bâtiment se compose de trois salles. Celles-ci contiennent des objets datant du Paléolithique, du Néolithique ainsi que de l'âge du bronze et du fer jusqu'aux époques mèdes, achéménides, séleucides, parthes et sassanides.

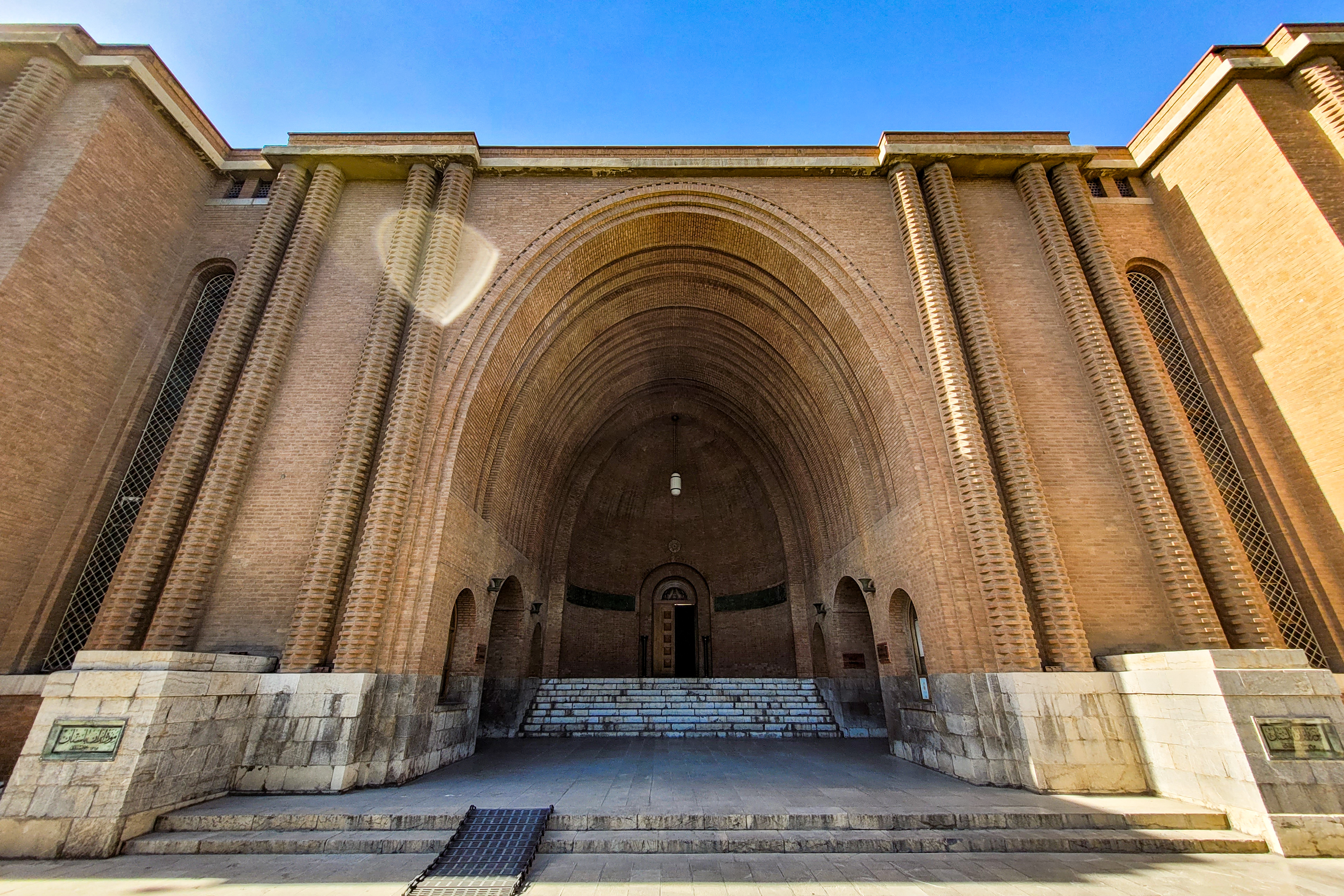
L'entrée principale du premier bâtiment est bâtie dans le style des voûtes sassanides, rappelant particulièrement l'iwan de Ctésiphon.
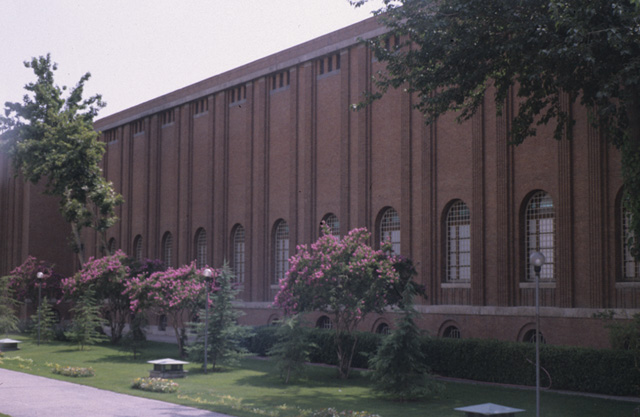
Le bâtiment lui-même a été dessiné par l'architecte français André Godard au début du XXe siècle.

La partie post-islamique du musée a été inaugurée en 1996 et compte trois étages. Elle contient de nombreuses pièces de poterie, de textiles, de textes, d'œuvres d'art, d'astrolabes et de calligraphie originaires des 1 400 ans d'histoire islamique de l'Iran.

## Collections
Les plus vieux objets du musée sont originaires du Guilan et remontent à l'âge de pierre. Il y a aussi des figurines animales et humaines vieilles de neuf mille ans découvertes à Teppe Sarab dans la province de Kermanchah. Une pièce particulièrement remarquable dans le registre animalier est la coupe animée au bouquetin, poterie du IIIe millénaire av. J.-C. qui constitue le premier exemple connu au monde d'essai d'animation. En faisant tourner la coupe sur son tour, le potier peut ainsi dérouler les séquences du « film » d'un bouquetin bondissant.
La statue de Darius Ier (Ve siècle av. J.-C.) fait partie des pièces maîtresses du musée, ainsi que la statue d'un prince parthe reproduite ci-dessous.
De nombreuses pièces des collections permanentes du musée sont régulièrement prêtées à d'autres musées d'importance pour des expositions temporaires, comme au British Museum de Londres.

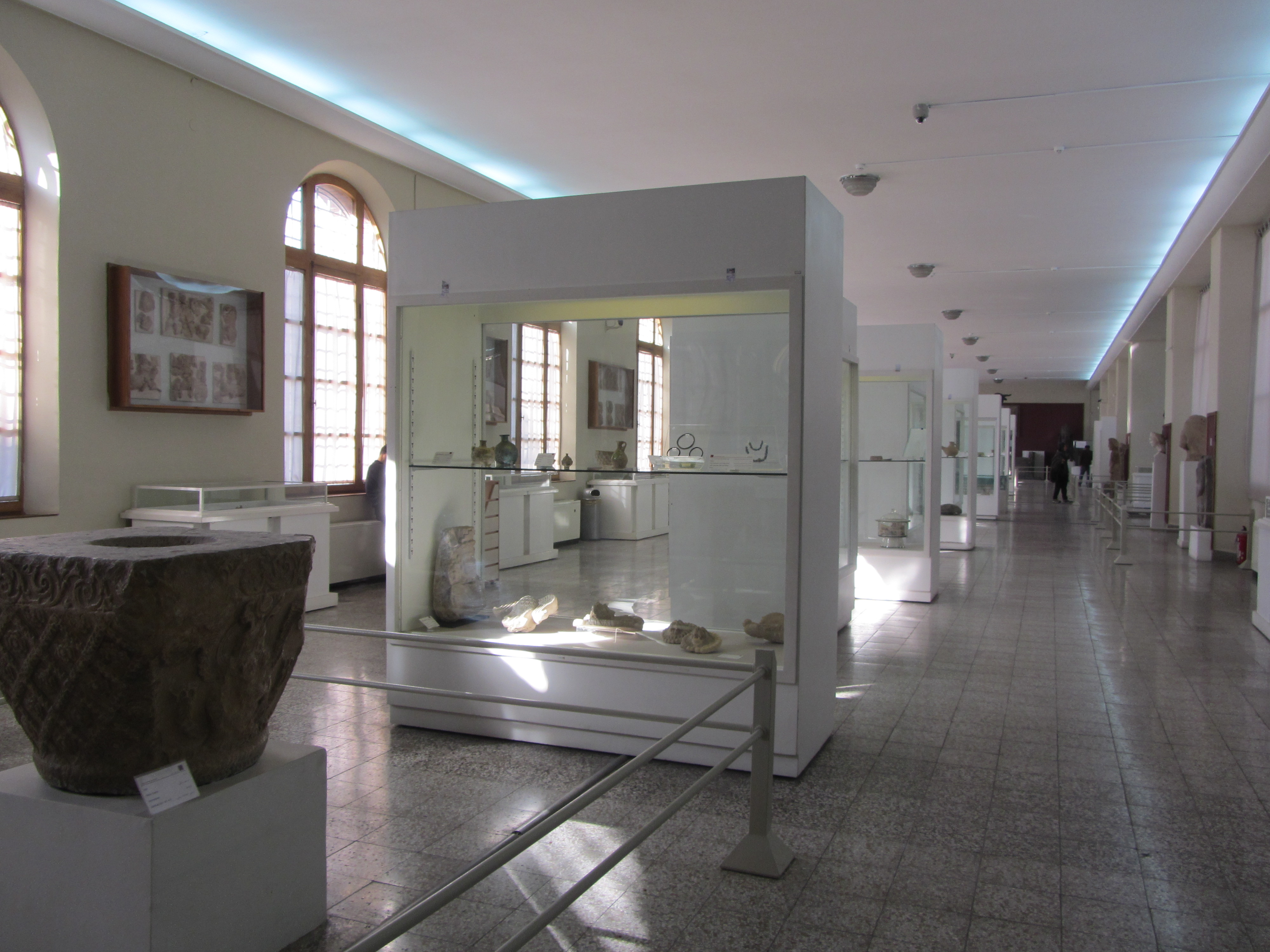
Le hall principal du musée national d'Iran
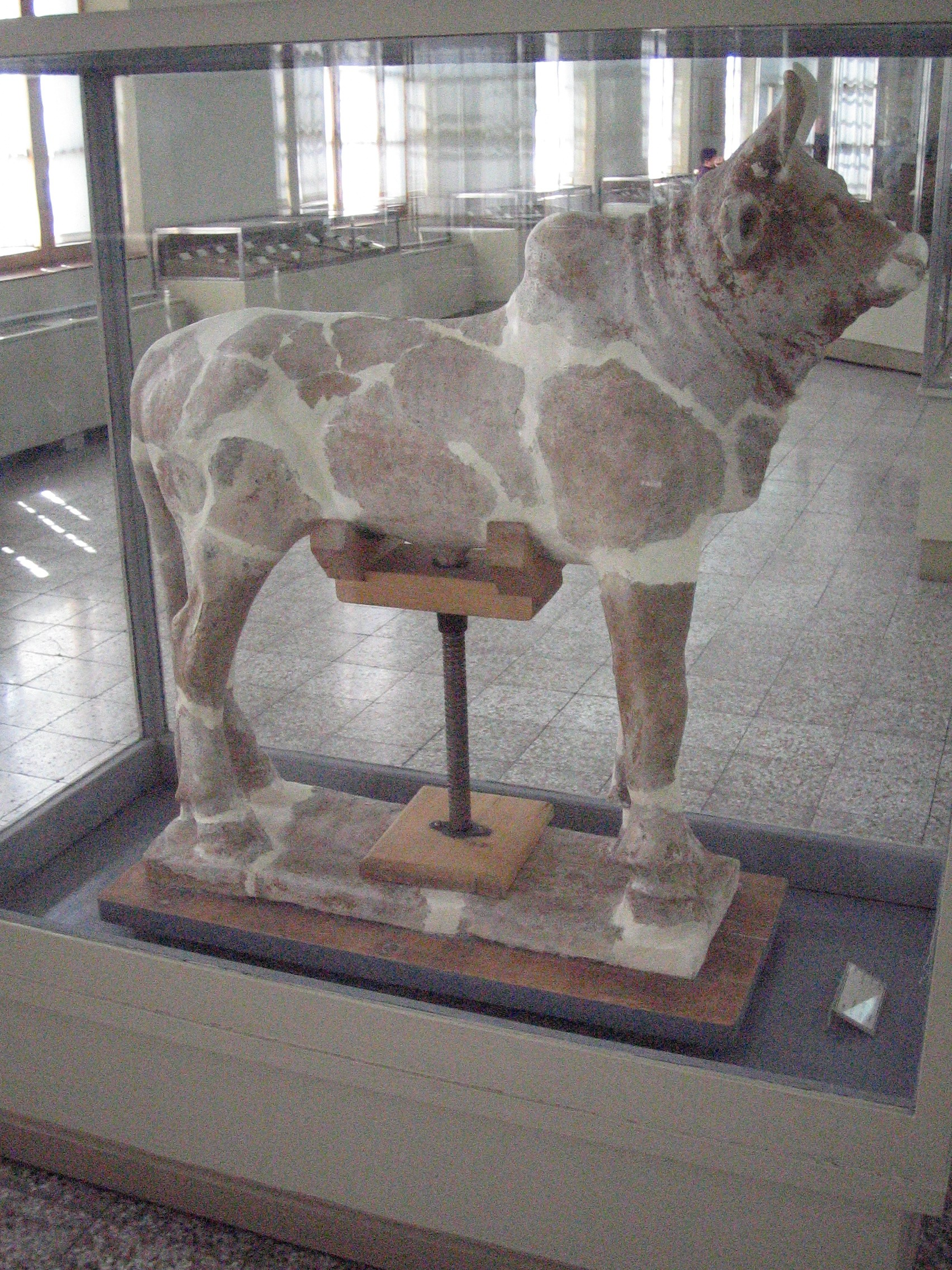
La collection préhistorique et élamite se trouve dans la 1re salle. Ici un taureau qui était placé à l'entrée d'un temple de Chogha Zanbil.
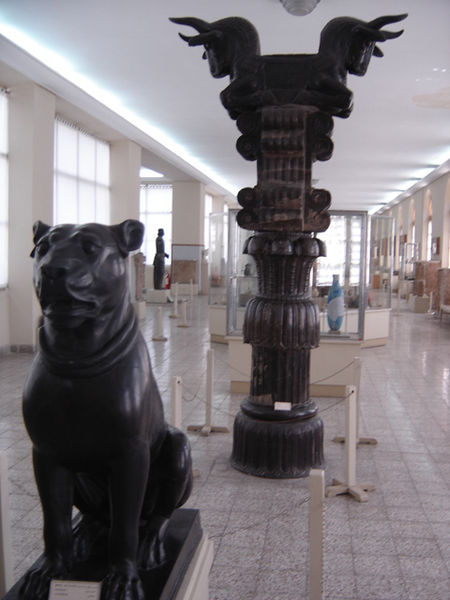
La collection achéménide du musée est située dans la 3e salle.
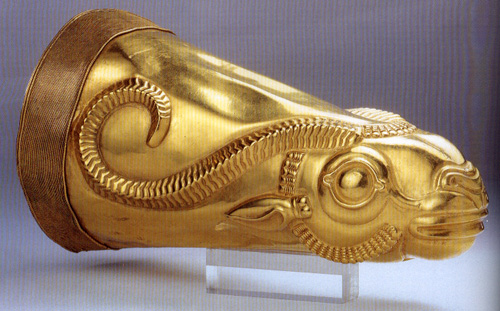
Rhyton achéménide en or massif trouvé à Ecbatane
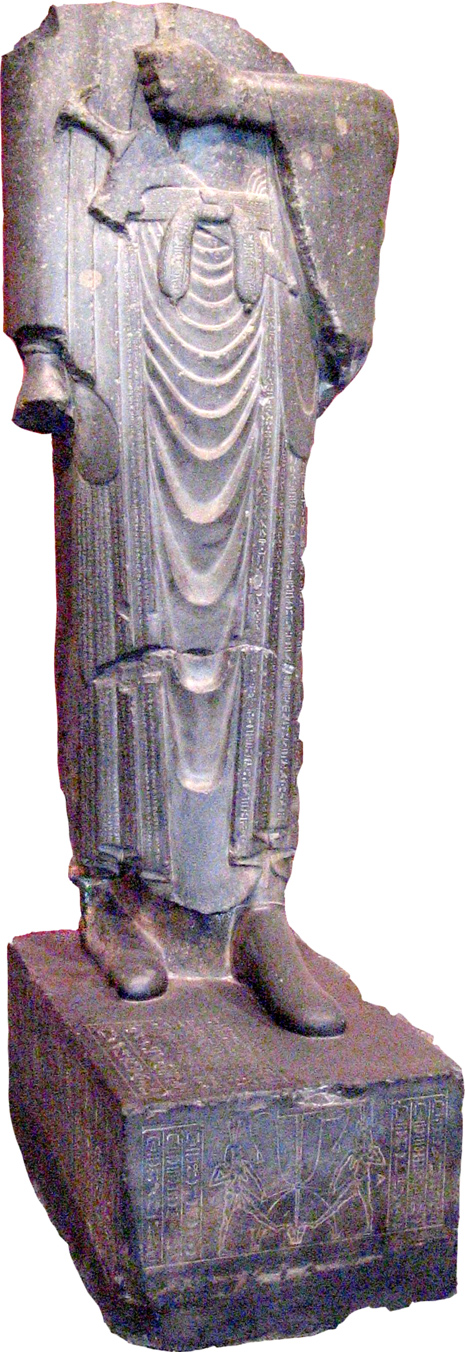
Statue de Darius le Grand (Ve siècle av. J.-C.).
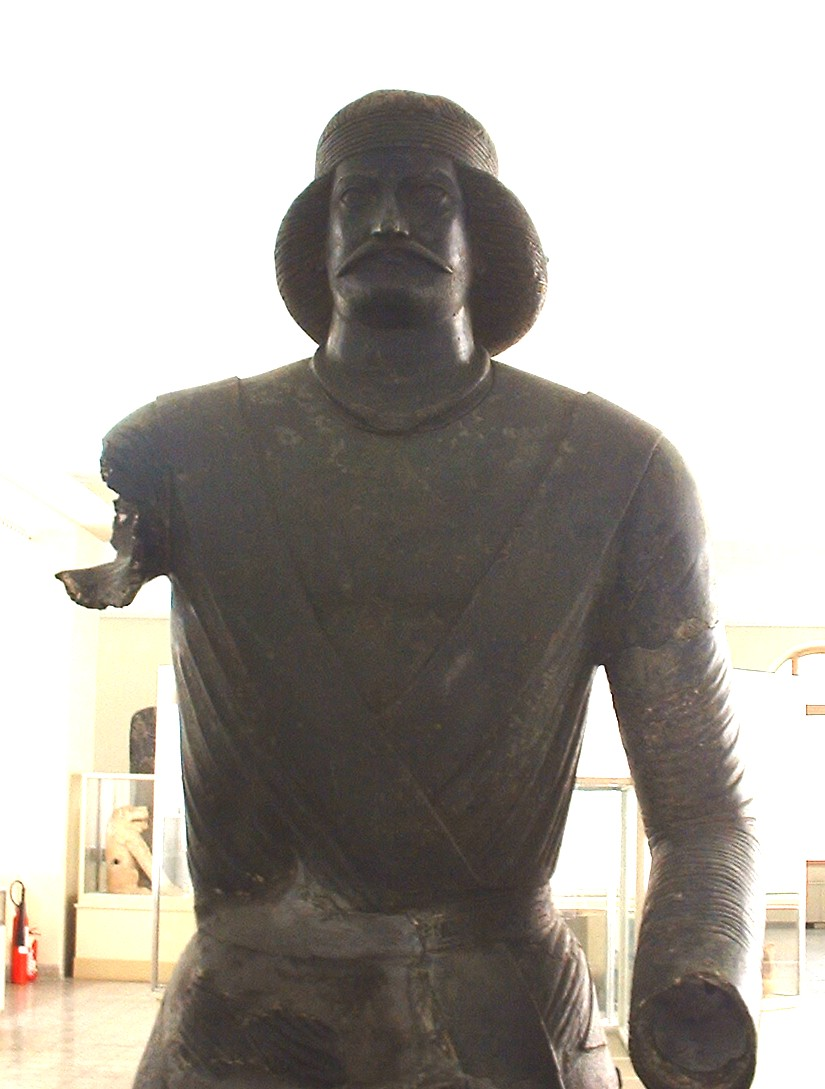
Une pièce clé du Musée national d'Iran: personnage parthe trouvé à Mal-e Mir, dans le Khouzestan.
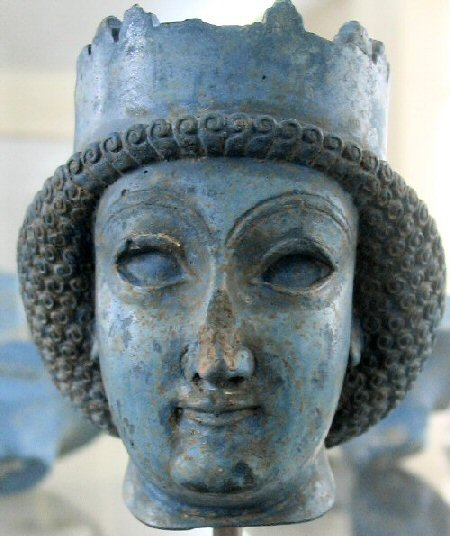
Tête d'un personnage en lapis-lazuli (Ve siècle av. J.-C.)
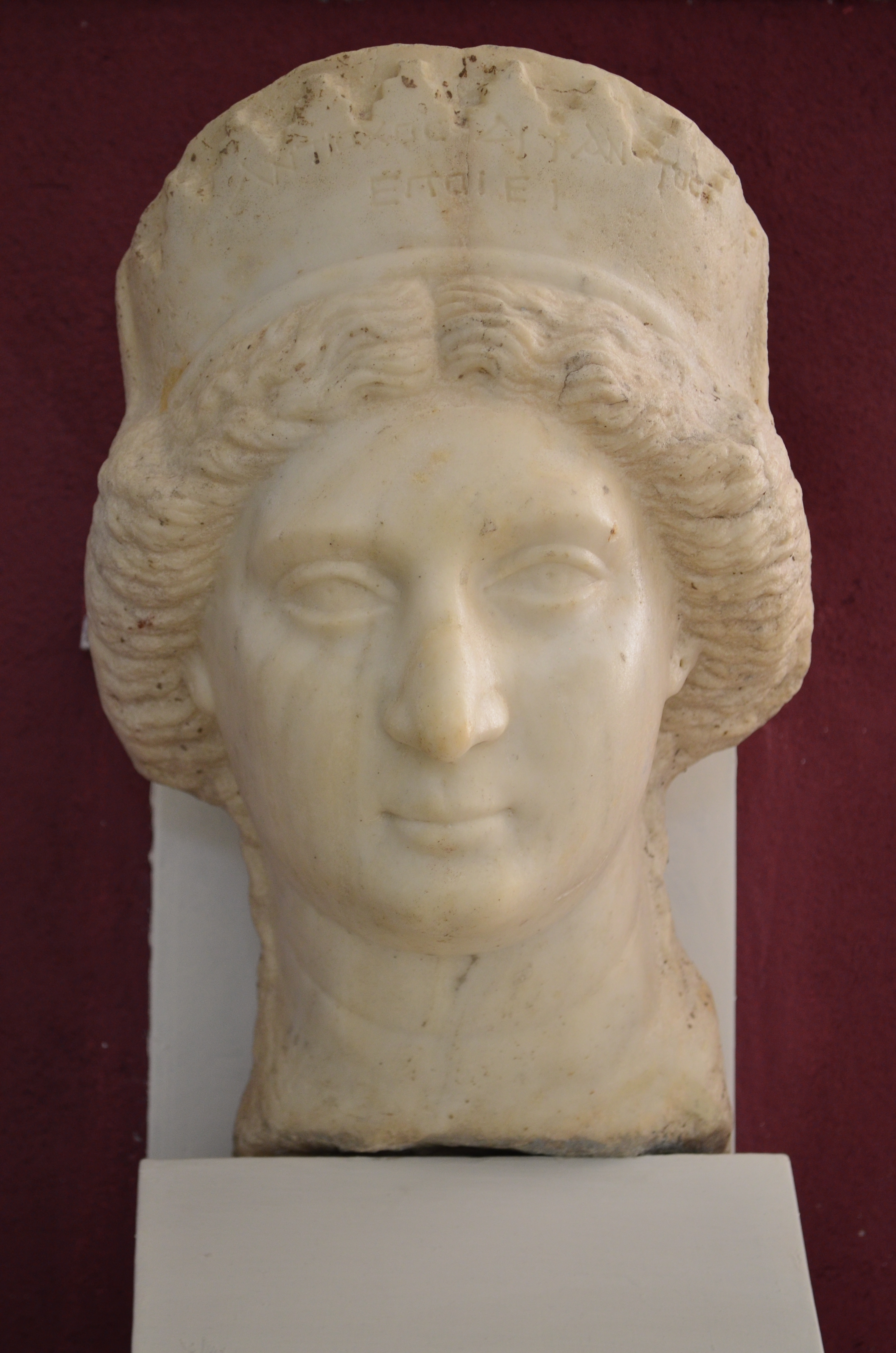
Tête de la reine Musa (Ier siècle).
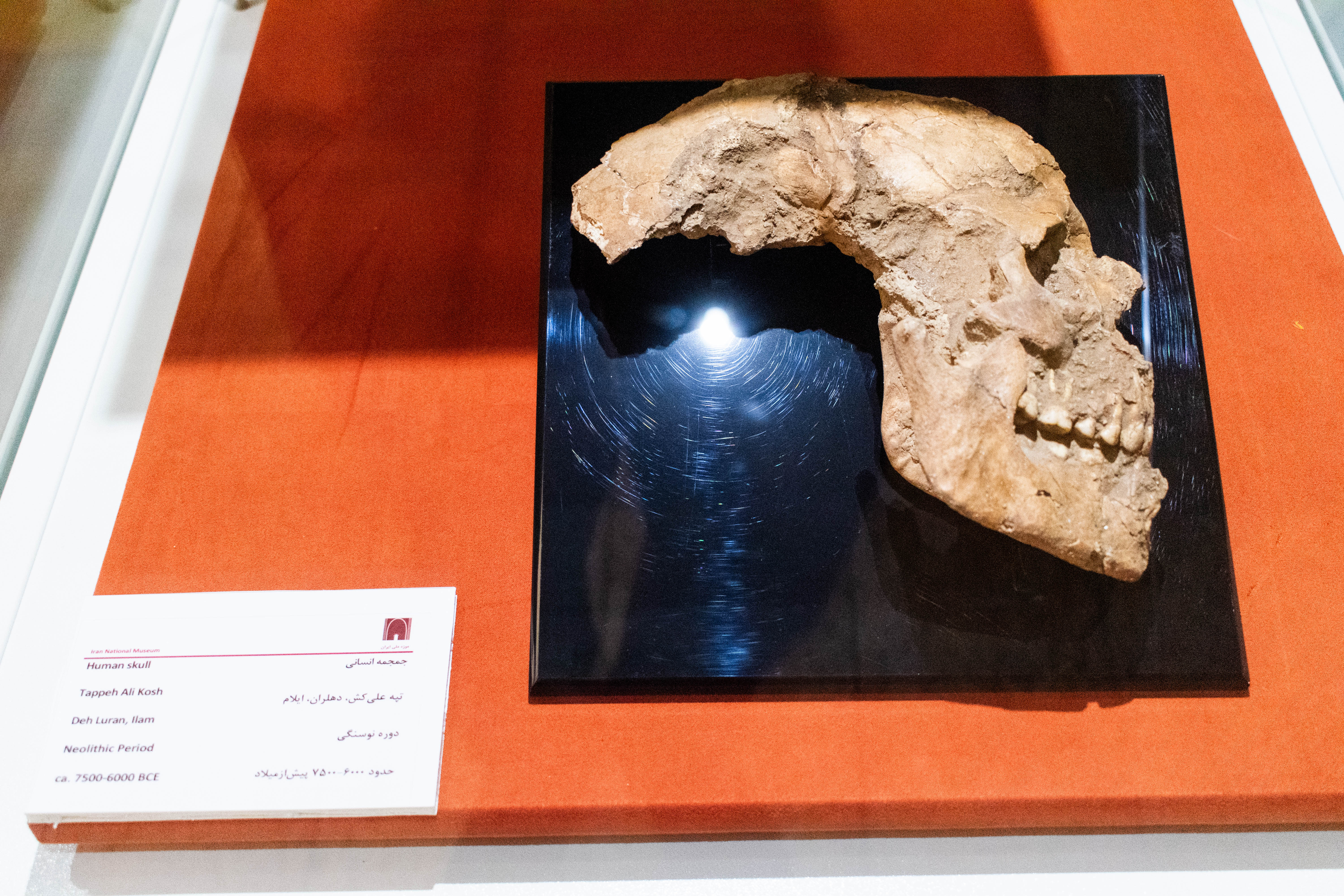
Crâne humain datant du néolithique, découvert sur le site archéologique d'Ali Kosh, dans la province iranienne d'Ilam.
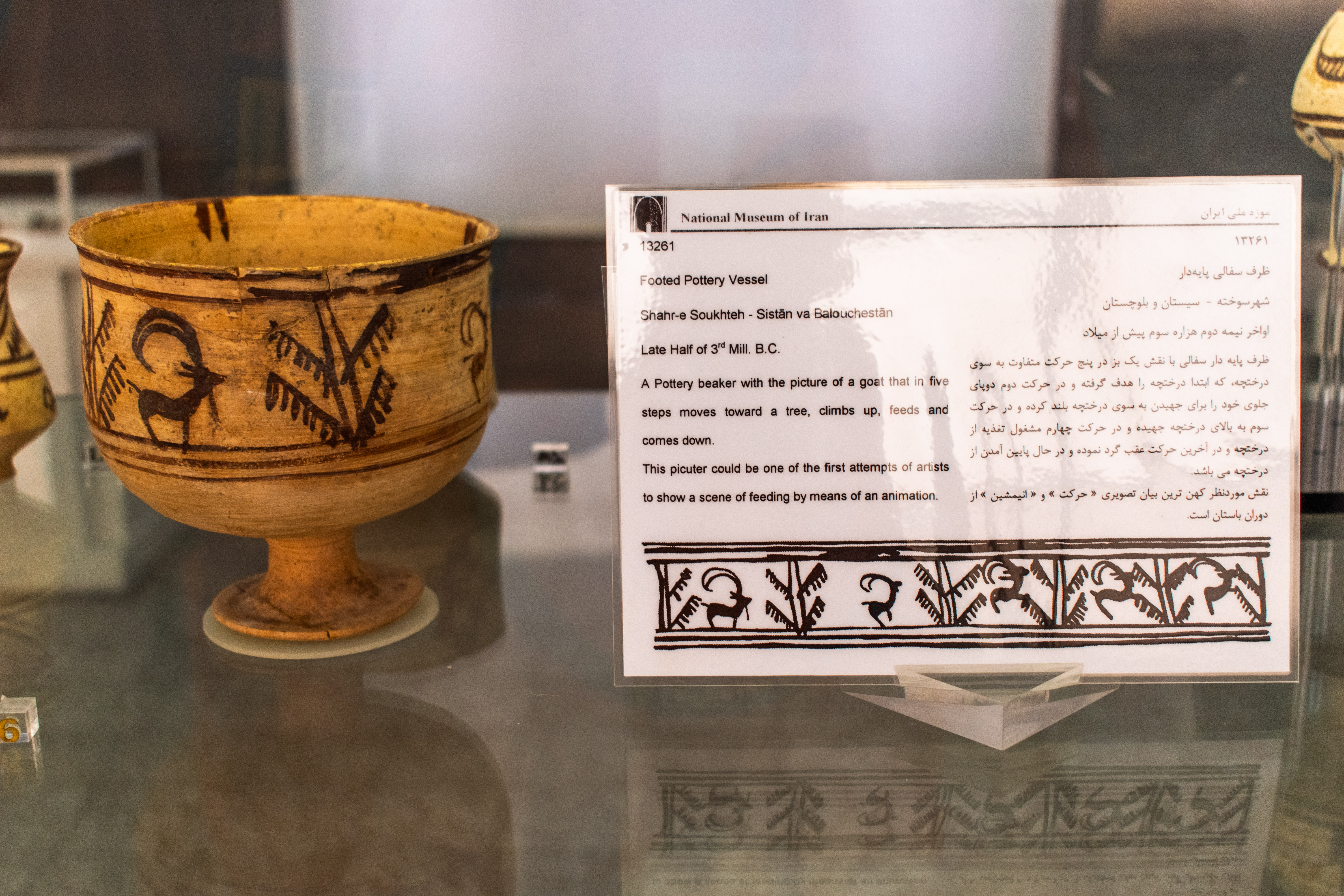
Le vase de Shahr-i Sokhta.

Le département historique et du Lôristan a été inauguré à l'ouverture du musée et comporte 9 000 pièces qui proviennent toutes de fouilles archéologiques ou de dons et plus récemment de confiscations à la suite de la révolution de 1979. Trois collections sont particulièrement remarquables, la collection Bazargan (dix-sept pièces du Lôristan et quarante-huit pièces antiques), la collection Mohsen Foroughi (qui a été en grande partie exposée à Paris en 1961-1962 et qui comporte ici plus de deux cents pièces) et enfin la collection Stalkh (vingt-cinq pièces antiques). Cette partie démarre à la période achéménide, jusqu'à l'ère sassanide et présente aussi des pièces d'exposition concernant la culture du Lôrestan avec plus de neuf mille objets, en particulier en bronze.

## Départements du musée
- Département préhistorique
- Département historique
- Département des monnaies et des sceaux
- Département islamique
- Département paléolithique (dirigé par Fereidoun Biglari)
- Département des poteries
- Département des inscriptions
- Département de la conservation

## Responsables du Musée national d'Iran
Le Musée national d'Iran, en tant que plus grand musée d'archéologie et d'histoire d'Iran, a eu 19 gestionnaires depuis sa fondation par André Godard, un archéologue français en 1937. ont été un patrimoine culturel et archéologique.